# روهونا

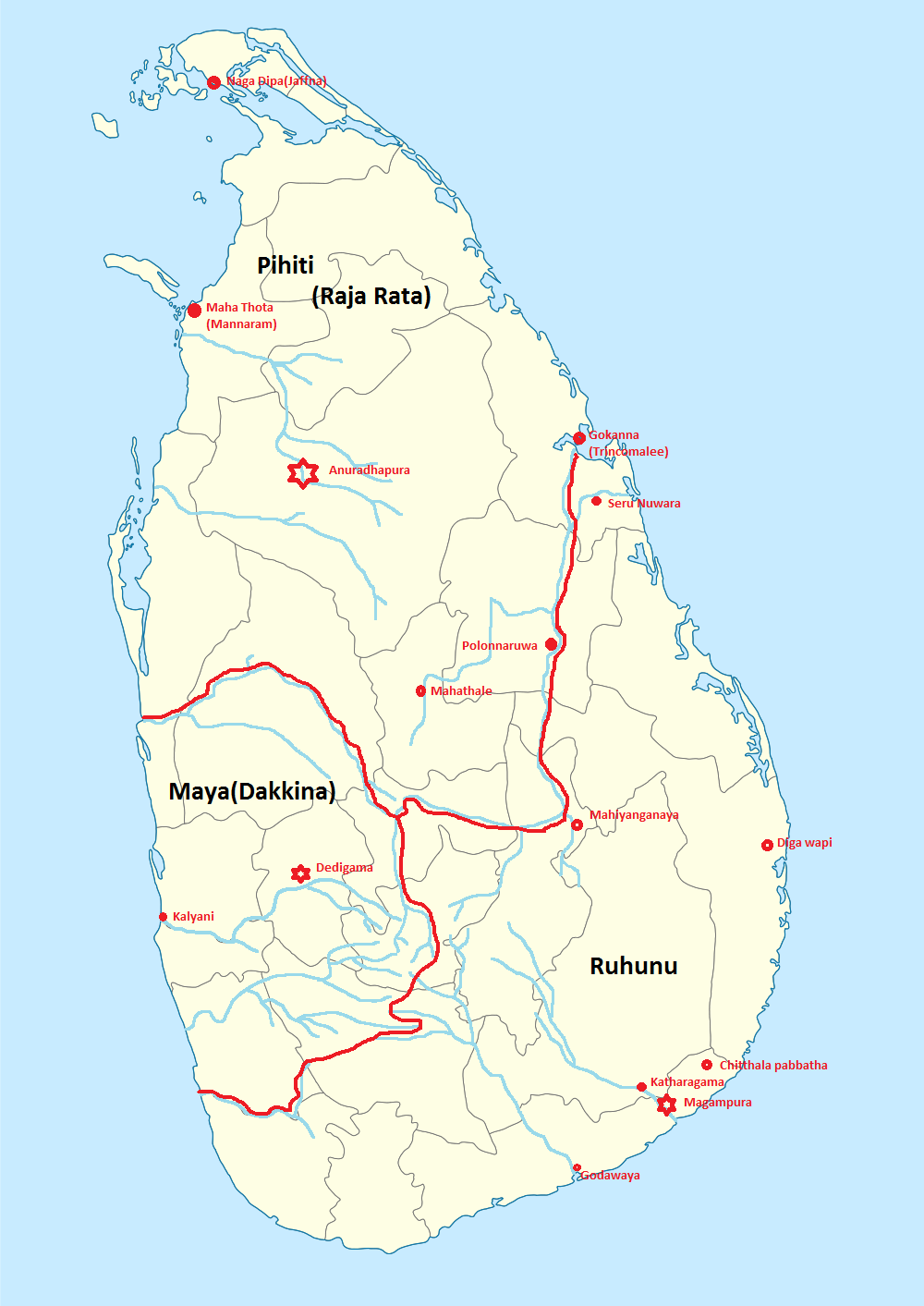
روهونا (روهونو) در نقشه سری‌لانکا.

امیرنشین روهونا که پادشاهی روهونا نیز نامیده شده منطقه‌ای است در جنوب و شرق سری‌لانکای امروزی. روهونا کانون تمدنی پررونق بود و یکی از مراکز فرهنگی و اقتصادی سری‌لانکای باستان به‌شمار می‌آند. پایتخت روهونا شهر تیساماهاراما بود. منطقه روهونا در ایجاد ملت سری‌لانکا و برقراری فرهنگ بودایی در آن نقشی حیاتی داشت.
پادشاهی روهونا در حدود سال ۲۰۰ پیش از میلاد توسط شاهزاده ماهاناگا، بعد از آن‌که وی با برادرش دوانامپیا تیسا از پادشاهی آنورادهاپورا مناقشه پیدا کرد، بنیاد نهاده شد. منطقه روهونا در روزگار باستان عمدتاً شامل استان جنوب، بخش بزرگی از استان اووا می‌شد و بخش‌های کوچکی از ساباراگامووا و استان‌های شرقی را نیز دربر می‌گرفت.